# Fondo para la Paz
El Fondo para la Paz (FFP, por las siglas en inglés de Fund for Peace) es una institución de investigación y educativa (think tank) no gubernamental, sin ánimo de lucro, de origen estadounidense. Fundado en 1957, el FFP «trabaja para prevenir conflictos violentos y promover la seguridad sostenible».No debe confundirse con el Fondo para la Consolidación de la Paz del Secretario General de las Naciones Unidas (The Secretary-General’s Peacebuilding Fund).
El Fondo para la Paz trabaja en pos de la seguridad y el desarrollo sostenibles en estados fallidos, centrándose en la evaluación de conflictos y la alerta temprana, las amenazas transnacionales, el mantenimiento de la paz y la seguridad y los derechos humanos. El Fondo para la Paz mantiene programas en Nigeria, Uganda y Liberia y trabaja con empresas privadas en zonas de conflicto para proteger mejor los intereses de las empresas, las poblaciones locales y sus gobiernos.

## Historia
El Fondo para la Paz fue fundado en 1957 por Randolph Compton, en memoria de su hijo menor, John Parker Compton, que murió en la Segunda Guerra Mundial. A temprana edad, John Parker escribió un ensayo en el que analizaba los efectos de la guerra y la necesidad de que la civilización humana adoptara otros métodos de resolución de conflictos. Después de la muerte de John Parker, Randolph Compton creó el Fondo para la Paz, una organización basada en los ideales de justicia, medio ambiente, paz y población. 

## Principales programas

### Índice de estados frágiles
El Índice de estados frágiles evalúa las presiones que experimentan los países en función de indicadores sociales, económicos y políticos, como las presiones demográficas, los flujos de refugiados, el desarrollo económico desigual o el declive económico grave y los derechos humanos, entre otros.

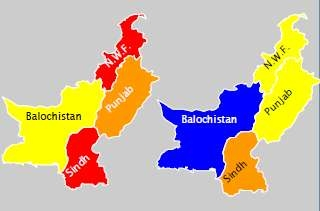
Presiones demográficas diferenciadas regionalmente en todo Pakistán, antes de las inundaciones (izquierda) y después (derecha).

Este ranking se empezó a elaborar en 2005 con el nombre Índice de estados fallidos, con una evaluación limitada de aproximadamente 75 países; se amplió a 146 países en 2006 y luego a 177 países el año siguiente. Esto no quiere decir que todos los países de la lista se consideraran de un modo u otro fallidos, sino que se trabajaba con 12 indicadoressociales, económicos, políticos y militares tales que, al final de la lista, quedaban los países objetivamente fallidos. Sudán del Sur se añadió a la evaluación en 2011. En 2014, el Fondo para la Paz anunció que el ranking pasaría a llamarse "Índice de estados frágiles", alegando que el controvertido término "fallido" se había «convertido en una distracción que se alejaba del objetivo del Índice, que era fomentar debates que apoyen un aumento de la seguridad humana y la mejora de los medios de vida».Un Estado frágil no es lo mismo que un Estado fallidoː la comunidad internacional los trata de forma diferente.El FFP elabora también una clasificación opuesta, el Índice de estados resilientes.
El Índice de estados frágiles utiliza mapas codificados por colores, tablas y un sistema de clasificación de 4 niveles ("Alerta", "Advertencia", "Moderado", "Sostenible") para determinar las condiciones actuales y el potencial negativo en el futuro. Las 4 naciones en "alerta máxima" forman parte del continente africano: Somalia, Sudán, Sudán del Sur y la República Democrática del Congo. En el nivel de "advertencia" se encontraban muchos países latinoamericanos o exsoviéticos, entre ellos Moldavia, Rusia, Bielorrusia, Colombia, Bolivia y México. En el grupo "moderado" se situaron Estados Unidos y varios países europeos como Letonia, Polonia, Italia y España. Sólo unas pocas naciones, como los países escandinavos, Islandia, Irlanda, Canadá, Australia y Nueva Zelanda, fueron calificadas como "sostenibles".
El Índice de estados frágiles ha sido objeto de críticas, en parte porque justifica la intervención exterior en los países considerados frágiles.

#### Reacciones de los gobiernos ante el FSI
- Mohamed el-Baradei calificó de "desastre" el bajo rango de Egipto en el FSI[12]
- La Secretaria de Estado de Estados Unidos, Hillary Clinton, cita la investigación del FSI en el informe del Departamento de Estado al Congreso[cita requerida]
- El Secretario de Defensa de los Estados Unidos, Robert Gates, utiliza la investigación del FSI en la Revisión cuatrienal de defensa de 2010[13]

### UNLock
UNLock es una página de Internet del Fondo para la Paz que vincula las tecnologías de la información y la comunicación mundiales con las redes sociales locales para beneficio de las partes interesadas. El FFP lleva a cabo talleres en los países afectados por conflictos de Liberia, Uganda y Nigeria, capacitando a los participantes locales en la herramienta de su sistema de evaluación de conflictos (CAST por sus siglas en inglés). Los datos recopilados de los informes de campo así realizados se analizan para detectar señales de alerta temprana de conflicto. Los datos agregados se difunden de forma privada a los participantes y se utilizan para resolver disputas, identificar cuestiones prioritarias a nivel comunitario y como una forma de obtener información más inmediata de alerta temprana y prevención de conflictos.
Cuando las elecciones en Nigeria fueron ampliamente reconocidas como un gran paso adelante en el difícil camino hacia la democracia, UNLock Nigeria brindó una visión desde el terreno de los desafíos que aún persisten, incluidos incidentes de robo de urnas, compra de votos, secuestros y violencia. Este informe se centra en la región del delta del Níger, con especial énfasis en los estados de Akwa Ibom y Rivers. 

### Convergencia de amenazas
El Centro para el Estudio de la Convergencia de Amenazas (CSTC por sus siglas en inglés), un grupo de expertos dentro del FFP, explora los vínculos entre los estados frágiles, la proliferación de armas de destrucción masiva y el terrorismo.
- Este grupo tiene como objetivos:[16]
  - aumentar el perfil de los desafíos en las regiones vulnerables, frágiles y sin gobierno en la agenda de no proliferación;
  - explorar cómo estas regiones pueden servir como entornos propicios para el terrorismo nuclear;
  - promover enfoques políticos más coherentes y estratégicos frente al terrorismo nuclear y el tráfico nuclear ilícito.
- Informes publicados recientemente:
  - Relaciones comerciales de armas de destrucción masiva de Corea del Norte
  - Proliferación de armas convencionales
  - Convergencia de amenazas en Pakistán

El CSTC realiza investigaciones de campo en la región del Mar Negro / Transcaucasia, la Triple Frontera de América Latina, África Oriental, el Cuerno de África y el Sudeste Asiático. Se asocia con organizaciones regionales y subregionales como la OTAN, la Unión Europea y la Unión Africana.
Está financiado por la Fundación MacArthur, la Fundación Ford y el Fondo Ploughshares.

### El FFP y las empresas
Creada en 1997, la Mesa redonda de derechos humanos y empresas reúne a empresas y organizaciones de derechos humanos para garantizar el cumplimiento de las normas internacionales, especialmente en lo que respecta a la conducta de las fuerzas de seguridad dentro y alrededor de las operaciones industriales.Reconoce los desafíos que enfrentan, particularmente las industrias extractivas, para equilibrar los derechos humanos y la seguridad (en muchos países las industrias extractivas sufren ataques de grupos armados que consideran que se llevan su riqueza dando muy poco a cambio). El FFP trabaja con diversas empresas privadas en los sectores de petróleo, minería, agronegocios, energía renovable e infraestructura, tanto en zonas estables como en conflicto alrededor del mundo. El programa "Desarrollo sostenible y seguridad" apoya a las empresas en el desarrollo de políticas de derechos humanos y seguridad, evaluaciones de conflictos y derechos humanos, relaciones comunitarias y participación de las partes interesadas, y mecanismos de seguimiento y presentación de informes. El FFP participa desde hace mucho en la iniciativa Principios voluntarios de seguridad y derechos humanos, y actualmente forma parte de su comité directivo y su junta directiva.

### CAST
Para la evaluación de conflictos, el Fondo para la Paz utiliza la herramienta del sistema de evaluación de conflictos (CAST por sus siglas en inglés; es un [Acrónimo#Tipos|retroacrónimo]], ya que en inglés existe el polisémico verbo to cast). CAST se creó en 1996 como un sistema para localizar y analizar conflictos potenciales en estados fallidos. Funciona incorporando «una justificación teórica, un marco conceptual, indicadores cuantitativos y cualitativos... y un sistema de calificación para el análisis de tendencias».Sin embargo, se puede criticar a CAST por centrarse demasiado en la tecnología y las ecuaciones, y no lo suficiente en el análisis humano. Además, CAST es una herramienta que permanece estática, a pesar de que el conflicto al que se aplica pueda ser muy distinto. Cada caso es único y CAST no tiene la capacidad matemática para evaluar la singularidad y las necesidades específicas de los distintos estados fallidos.
El FFP mantiene relaciones con el Cuerpo de Marines de los Estados Unidos y el gobierno de Corea del Sur, entre otros.

## Programas pasados

### Prevención del genocidio
Como el Fondo para la Paz trabaja en regiones propensas al genocidio, la organización desarrolló una relación con la Oficina del Asesor Especial sobre la Prevención del Genocidio]. El Asesor Especial y el Fondo para la Paz participaron en la investigación de violaciones de los derechos humanos, compartiendo información, formulando advertencias a la Secretaría General de las Naciones Unidas y al Consejo de Seguridad sobre cuestiones de genocidio, y haciendo recomendaciones sobre acciones que se podían emprender. 

### Proyecto de operaciones de paz y estabilidad
Originalmente llamado Proyecto de respuestas regionales a guerras internas, este programa pretendía arrojar luz sobre las organizaciones regionales y su "voluntad política" de mantener relaciones pacíficas. El Proyecto de operaciones de paz y estabilidad también sirve para establecer relaciones con actores de otros sectores, como académicos, instituciones de investigación, periodistas y expertos. El Fondo para la Paz cree que, a través de estas relaciones ampliadas, la comunidad internacional puede trabajar unida para mantener la paz en zonas típicamente violentas. El Fondo para la Paz ha logrado impulsar el diálogo internacional sobre el mantenimiento de la paz mediante la celebración de reuniones públicas con representantes internacionales, la realización de misiones de investigación en más de 35 países y la organización de talleres. Al colaborar con actores de otros sectores, el Fondo para la Paz puede recopilar las ideas y opiniones de otros expertos y publicarlas en sus números de Reality Check: Diverse Voices on Internal Conflict.

### Política exterior de los Estados Unidos
La segunda iniciativa es el Uso y propósito del poder estadounidense. El objetivo de esta iniciativa es promover el diálogo y el debate continuos sobre el papel de Estados Unidos en el ámbito internacional. Lo hace planteando 4 preguntas:
- ¿Cuáles son nuestros intereses y valores al actuar en el mundo?
- ¿Cuáles son los objetivos específicos que debemos establecer y lo que debemos hacer?
- ¿Qué herramientas utilizamos para lograr esto?
- ¿Cómo influimos los estadounidenses en los acontecimientos que tan obviamente nos afectan?

Esta iniciativa tiene 3 componentes principales. El primero son los Foros de diálogo nacional. En 2008 y 2009, el Fondo para la Paz se asoció con organizaciones locales de todo el país, como cámaras de comercio y universidades, y organizó "asambleas itinerantes", con el propósito de tratar temas relacionados con las elecciones presidenciales, la situación de los Estados Unidos y su población. Estos foros se diseñaron para alentar la participación y el diálogo de los estadounidenses con la finalidad de que pensaran activa y críticamente sobre su papel, la situación de su país y la responsabilidad de su Gobierno. A lo largo de 2 años, estos foros se celebraron en Pensilvania, Ohio, Nuevo México, Alabama, Idaho, Florida y California. 
El tercer componente es el Informe final, un resumen de los Foros de diálogo nacional y de las ideas y conceptos presentados en ellos. El Informe final, titulado El uso y el propósito del poder estadounidense en el siglo XXI, destaca 5 puntos principales:
- «La seguridad económica es vital para la seguridad nacional estadounidense; pero los problemas económicos estructurales del país le impiden actuar desde una posición de fuerza en el mundo».
- «Los líderes nacionales deberían primero "ocuparse de los suyos" debido a la gravedad de los desafíos económicos; sin embargo, el bienestar de Estados Unidos también está estrechamente vinculado a la economía mundial».
- «Los proyectos de construcción de naciones y de democracia son una misión imposible; aun así, Estados Unidos debería promover el buen gobierno, los derechos humanos y el desarrollo equitativo».
- «El terrorismo y la proliferación de armas de destrucción masiva son amenazas menores que los problemas económicos de Estados Unidos».
- «La incapacidad de los líderes estadounidenses para adaptarse a las nuevas realidades globales plantea el mayor desafío a la posición de Estados Unidos en el mundo».

Los esfuerzos del Fondo para la Paz en la política exterior de los Estados Unidos se basan en el temor al "desbordamiento" (spillover, que el terrorismo o la delincuencia incubados en un Estado fallido se extienda a otros) y a la influencia y multiplicación de los Estados fallidos. Los Foros de diálogo nacional fueron patrocinados por el Fondo para la Paz. El Informe final fue financiado por la Fundación Ford. 

### Derechos humanos
Otra iniciativa pasada del FFP es la serie Globalización y derechos humanos. Se trata de publicaciones sobre derechos humanos, el impacto de los estados fallidos y la corrupción. Desde 2005 se han publicado 4 números, en un esfuerzo por seguir educando a las empresas y a la gente sobre los efectos nocivos de los estados fallidos y la necesidad de reconocer los derechos humanos y comprometerse con ellos. Además, el Fondo para la Paz apoya los Principios voluntarios de seguridad y derechos humanos, que orientan a las empresas que participan voluntariamente sobre cómo alinear sus prácticas de seguridad con las consideraciones de derechos humanos. Estos principios son importantes debido a los efectos potencialmente dañinos que pueden tener estas prácticas de seguridad (con participación de personal armado) cuando las empresas operan en un Estado fallido o una zona de conflicto, pero también porque la comunidad internacional está poniendo cada vez más énfasis en los derechos de los individuos.

## Otras colaboraciones
El Fondo para la Paz no limita sus alianzas a sectores seleccionados. La organización ha colaborado con el Centro de Estudios para la Paz y la Seguridad de la Universidad de Georgetown y el Instituto Internacional de Estudios para la Paz de Estocolmo. Juntas, las tres instituciones elaboraron una tesis sobre la mayor participación de las organizaciones regionales y sus países miembros en el mantenimiento de la paz.
El Fondo para la Paz se asoció con el Centro para la Innovación en Gobernanza Internacional en 2007. Del 4 al 6 de septiembre, 30 participantes de diversos países de Oriente Próximo, así como de Australia, Estados Unidos y Canadá, se reunieron en Estambul, Turquía. Los participantes provenían del mundo académico, organizaciones internacionales, la Liga Árabe, las Naciones Unidas, gobiernos y organizaciones de derechos humanos. Los representantes se enfrentaron a la tarea de determinar qué medidas deberían adoptarse para proteger eficazmente a los civiles. La conferencia promovió un sentido de unidad internacional al pedir a los representantes que dejaran de lado sus ideologías políticas y mantuvieran el bienestar de los seres humanos como su prioridad. La conferencia concluyó con un apoyo unánime al Derecho internacional humanitario y  con el Consenso del Bósforo.
El Fondo para la Paz también se ha asociado con Logos Technologies, el Instituto de Paz de los Estados Unidos, el Instituto de Operaciones de Estabilidad y Mantenimiento de la Paz de los Estados Unidos, la Oficina del Coordinador para la Estabilización y la Reconstrucción del Departamento de Estado de los Estados Unidos y el Cuerpo de Ingenieros del Ejército de los Estados Unidos para crear un marco de métricas para el mantenimiento de la paz. El proyecto incluye conceptos del libro La búsqueda de una paz viable con el enfoque teórico de la metodología CAST del Fondo para la Paz. Las organizaciones involucradas están interesadas en ayudar a los gobiernos a determinar el resultado de las operaciones de estabilización y reconstrucción.